# Colima, Tabasco
Colima är en ort i Mexiko.   Den ligger i kommunen Cunduacán och delstaten Tabasco, i den sydöstra delen av landet, 600 km öster om huvudstaden Mexico City. Colima ligger 17 meter över havet och antalet invånare är 327.
Terrängen runt Colima är mycket platt. Runt Colima är det tätbefolkat, med 411 invånare per kvadratkilometer. Närmaste större samhälle är Cárdenas, 16,9 km väster om Colima. Omgivningarna runt Colima är en mosaik av jordbruksmark och naturlig växtlighet.